# Cirkus Fantastico
Cirkus Fantastico var en i 1993 omrejsende dansk cirkus, etableret af Kurt Sørensen og Jörgen Börsch (aka Jørgen Børsch). Cirkus Fantastico var planlagt til kun at turnere en enkelt sæson, markedsført med: "Og så er det blot en engangsoplevelse: kun i år. Til næste år kommer der igen noget nyt."
Henri Alakazam (aka Henry Hermansen, 1934-2001) var sprechstallmeister, mens alle artisterne kom fra de baltiske lande. Sovjetunionen var ophørt i 1991, hvorfor sovjetiske artister var nødt til at søge arbejde udenlands til lave honorarer. Orkestret var polsk og havde foruden dirigenten seks musikere. I forbindelse med selve cirkus, var der et omrejsende legeland for børn, blandt andet med et antal oppustelige hoppeborge. Teltet var 4-mastet og materiellet tungt at flytte. Kurt Sørensen var ansvarlig for økonomien og Jörgen Börsch for markedsføringen.